# Agirre-Aperribai
Agirre-Aperribai es una entidad de población española del municipio de Galdácano, perteneciente a la provincia de Vizcaya, en la comunidad autónoma del País Vasco. Incluye los barrios de Agirre y Aperribai. En 2022, la entidad singular de población tenía empadronados 2320 habitantes y el núcleo de población, 1791.